# Grafschaft Blieskastel
Die Grafschaft Blieskastel wurde im Jahr 960 von Kaiser Otto I. an Adalbero I. von Bar von Metz, Bischof von Metz, übertragen, der sie den Grafen von Lünstadt und dann (Ende des 12. Jahrhunderts) dem Haus Lothringen bzw. den Grafen von Zweibrücken der Wittelsbacher Familie als Lehen überließ. Die eigentliche Grafenfamilie hatte dabei mit dem Tod des letzten Grafen Heinrich im Jahr 1237 aufgehört zu regieren, da dieser keine männlichen Nachkommen hatte.
Die Bischöfe bekräftigten ihre Rechte an diesem Lehen mehrmals, das im 13. Jahrhundert den Grafen von Salm zugesprochen wurde und bei den Herzögen von Lothringen und den Grafen von Saarbrücken begehrt war.
Anschließend kam die Grafschaft unter die Autorität des Kurfürsten und Erzbischofs von Trier, wobei Castres (vom lateinischen castrum, Burg) zu Blieskastel (Burg an der Blies) eingedeutscht wurde, der sie ab 1660 den Freiherren von der Leyen als Lehen überließ, die sie als Herrschaft Blieskastel zu ihrer Hauptstadt machten.
Sie wurden 1793 vom revolutionären Frankreich vertrieben, das ein an Frankreich angeschlossenes Saarland-Departement schuf. Nach der Befreiung vom französischen Kaiserreich im Jahr 1815 wurde das Gebiet zwischen dem preußischen Saarland und der bayerischen Pfalz aufgeteilt. Diese Zuständigkeiten wurden auch bei der späteren Aufteilung der Länder (Saarland und Rheinland-Pfalz) respektiert.